# Karl Josef Ignatz Mosler
Karl Josef Ignatz Mosler (né le 18 janvier 1788 à Coblence, mort le 18 février 1860 à Düsseldorf) est un peintre prussien.

## Biographie
Après le gymnasium de Coblence, il devient en mai 1804 élève de l'académie des beaux-arts de Düsseldorf. À partir du 26 novembre 1813, il étudie la peinture d'histoire à l'académie des beaux-arts de Munich. De 1816 à 1820, il séjourne en Italie, de l'été 1816 au début octobre 1819 à Rome, où, le 29 avril 1818, il participe à la fête de la Villa Schultheiss.
Le 17 octobre 1821, à Coblence, il épouse Marie Hélène Thérèse Settegast (morte en 1826), cousine de Joseph Görres et tante du peintre Joseph Anton Settegast, qui sera plus tard son élève à Düsseldorf.
En août 1821, il est appelé à Düsseldorf et il soutient son ami d'enfance Peter von Cornelius, directeur de l'académie des beaux-arts de Düsseldorf depuis 1819, dans sa réforme. L'année suivante, il est nommé professeur et est de 1821 à 1855 professeur d'histoire de l'art, secrétaire et vers 1825 directeur intérimaire de l'académie. Mosler possède la maison n°12 (auparavant 941) sur le côté nord du Schwanenmarkt (de).
En 1829, il est l'un des fondateurs de l'association d'art pour la Rhénanie et Westphalie (de) et membre de Malkasten fondée en 1848.
Ses fils Dominik Mosler et Heinrich Mosler, de son second mariage avec Eva Vogt, étudient auprès de lui, Karl Ferdinand Sohn et Wilhelm von Schadow à l'académie et sont devenus peintres. Le fils Nikola Mosler devient curé à Boppard et la fille Marie nonne dans l'Ordre des Filles de la Croix.